# Kiss Kiss (canção)
"Kiss Kiss" é o segundo single de Chris Brown em seu segundo álbum de estúdio, Exclusive (2007). A canção conta com a participação do rapper T-Pain e foi produzido por ele. No Brasil, recebeu o certificado de disco de platina pela Associação Brasileira dos Produtores de Discos e foi a sétima música mais tocada no país em 2008, de acordo com a Crowley Broadcast Analysis.

## Videoclipe
O videoclipe foi gravado em Miami, Flórida no campus da FIU University Park, em 14 de Agosto de 2007.
O Videoclipe mostra Brown que é um garoto popular na escola, tentando conquistar uma garota. Ao mesmo tempo, ele está tentando impedir que outro garoto (que é Brown) nerd conquiste a garota.Porém o nerd que consegue conquistá-la.

## Desempenho nas paradas musicais
Após a má performance de "Wall To Wall", que alcançou somente a posição #79 na Billboard Hot 100, "Kiss Kiss" alcançou a primeira posição da parada, tornando-se o segundo single de Chris Brown a conseguir o feito , o single já vendeu 3 milhões até 2014.
Na Nova Zelândia, conseguiu seu segundo single #1 (o primeiro havia sido seu single de estréia, "Run It!").

### Posições
| Parada musical (2007)                            | Melhor posição |
| ------------------------------------------------ | -------------- |
| Estados Unidos - Billboard Hot 100               | 1              |
| Estados Unidos - Billboard Hot R&B/Hip-Hop Songs | 6              |
| Estados Unidos - Billboard Pop 100               | 3              |
| Canadá - Hot 100 Singles                         | 6              |
| Nova Zelândia                                    | 1              |